# Claire Curzan
Claire Curzan, född 30 juni 2004, är en amerikansk simmare. 

## Karriär

### 2022
Den 18 juni 2022 vid VM i Budapest var Curzan en del av USA:s kapplag som tog brons på 4×100 meter frisim. Två dagar senare tog hon även brons på 100 meter ryggsim. Dagen därpå var Curzan en del av USA:s kapplag som tog guld på 4×100 meter mixed medley. Tre dagar senare tog hon sitt tredje brons vid mästerskapen som en del av USA:s kapplag på 4×100 meter mixed frisim. Dagen därpå var Curzan en del av kapplaget som tog guld på 4×100 meter medley och hon avslutade mästerskapet med totalt två guld och tre brons.
I december 2022 vid kortbane-VM i Melbourne tog Curzan sju medaljer. Individuellt tog hon silver och noterade ett nytt amerikanskt rekord på 50 meter ryggsim, silver på 200 meter ryggsim samt delat brons med kanadensiska Ingrid Wilm på 100 meter ryggsim. Hon var även en del av USA:s kapplag som tog guld och noterade ett nytt mästerskapsrekord på 4×50 meter frisim, som tog guld och noterade ett nytt världsrekord på 4×100 meter medley, som tog silver och noterade ett nytt amerikanskt rekord på 4×100 meter frisim samt som tog silver på 4×50 meter medley.

### 2024
I februari 2024 vid VM i Doha tog Curzan guld i samtliga grenar i ryggsim: 50, 100 och 200 meter ryggsim samt silver på 100 meter fjärilsim. Hon var även en del av USA:s kapplag som tog guld på 4×100 meter mixed medley och brons på 4×100 meter mixed frisim.